# Dicranomyia (Dicranomyia) dactylophora
Dicranomyia (Dicranomyia) dactylophora is een tweevleugelige uit de familie steltmuggen (Limoniidae). De soort komt voor in het Oriëntaals gebied.